# Heinrich August Luyken
Heinrich August Luyken (10 décembre 1864 - 21 septembre 1947) est un auteur espérantiste britannique d’origine allemande.

## Biographie

### Vie privée
Heinrich August Luyken nait le 10 décembre 1864 à Altenkirchen, alors en Prusse, de Heinrich Carl Wilhelm Luyken et Sophie Henriette Aline Luyken, née Griesbach,,. Il étudie au gymnasium de Düsseldorf avant d’immigrer au Royaume-Uni en 1885,,.
Il s’installe à Londres où il travaille comme commerçant. En 1892, lui et Alice Maud Marian Newbon se marient à Islington,. Ils ont quatre enfants : Henry, Alwine, Cyril et Reginald,. Il obtient la nationalité britannique en 1910,.
En 1928, il devient aveugle, avant de recouvrer la vue en 1932, grâce à une opération chirurgicale. Il décède le 21 septembre 1947 à Amersham.

### Espéranto
Heinrich August Luyken apprend l’espéranto en 1904 et commence dès lors à en faire la propagande.

## Œuvres
- (eo) Paŭlo Debenham, 1912
- (eo) Mirinda amo, 1913 (lire sur Wikisource)
- (eo) Stranga heredaĵo, 1922 (lire sur Wikisource)
- (eo) Pro Iŝtar, 1924